# Robbie Brady
Robert 'Robbie' Brady (Dublin, 14 januari 1992) is een Iers voetballer die doorgaans als linksbuiten speelt. Hij verruilde Norwich City in januari 2017 voor Burnley. Brady debuteerde in 2012 in het Iers voetbalelftal.

## Clubcarrière

### Manchester United
Brady voetbalde tien jaar in de jeugdopleiding van St Kevin's Boys, die hij op zestienjarige leeftijd verruilde voor die van Manchester United. Voor United maakte hij op 26 september 2012 zijn debuut in het betaald voetbal in een wedstrijd in het toernooi om de League Cup tegen Newcastle United. Brady viel vier minuten voor tijd in voor Alexander Büttner. In dat duel kregen meerdere jongeren de kans van coach Alex Ferguson, waaronder Ryan Tunnicliffe en Marnick Vermijl.

### Hull City
Manchester United verhuurde Brady op 19 juli 2011 voor zes maanden aan Hull City, dat toen in de Championship actief was. Hier speelde hij op 5 augustus 2011 zijn eerste competitiewedstrijd in het betaald voetbal tegen Blackpool. Hij maakte op 27 augustus 2011 zijn eerste doelpunt voor The Tigers tegen Reading. Manchester en Hull verlengden op 5 januari 2012 zijn huurperiode met zes maanden. Brady maakte op 21 januari 2012 het enige doelpunt in een competitiewedstrijd tegen Reading.
Manchester verhuurde Brady op 5 november 2012 opnieuw aan Hull City, nu voor twee maanden. Eén dag later speelde hij mee in een competitiewedstrijd tegen Wolverhampton Wanderers. Hij maakte op 8 december 2012 zijn eerste doelpunt sinds zijn terugkeer tegen Watford. Hull City legde nam Brady op 8 januari 2013 definitief over van Manchester United. Hij zette zijn handtekening onder een drieënhalfjarig contract bij The Tigers. Brady werd dat seizoen tweede in de Championship met Hull, wat goed was voor promotie naar de Premier League.
Brady behaalde met Hull City in de finale van de strijd om de FA Cup 2014, die de ploeg van trainer-coach Steve Bruce met 3–2 verloor van Arsenal. Zelf speelde hij niet mee die dag. De zestiende plaats in de competitie dat seizoen was genoeg voor behoud in de Premier League voor Hull. De achttiende plaats een jaar later was dat niet.

### Norwich City
Brady daalde niet met Hull af naar de Championship, maar tekende in juli 2015 een contract tot medio 2018 bij Norwich City. Dat promoveerde in het voorgaande seizoen juist naar de Premier League. Het betaalde Hull City circa tien miljoen pond voor Brady.

## Clubstatistieken
| Seizoen         | Club               | Competitie      | Competitie | Competitie | Beker | Beker | Internationaal | Internationaal | Totaal | Totaal |
| Seizoen         | Club               | Competitie      | Wed.       | Dlp.       | Wed.  | Dlp.  | Wed.           | Dlp.           | Wed.   | Dlp.   |
| --------------- | ------------------ | --------------- | ---------- | ---------- | ----- | ----- | -------------- | -------------- | ------ | ------ |
| 2011/12         | Hull City (huur)   | Championship    | 39         | 3          | 2     | 0     | –              | –              | 41     | 3      |
| Club totaal     | Club totaal        | Club totaal     | 39         | 3          | 2     | 0     | 0              | 0              | 41     | 3      |
| 2012/13         | Manchester United  | Premier League  | 0          | 0          | 1     | 0     | 0              | 0              | 1      | 0      |
| Club totaal     | Club totaal        | Club totaal     | 0          | 0          | 1     | 0     | 0              | 0              | 1      | 0      |
| 2012/13         | → Hull City (huur) | Championship    | 32         | 4          | 1     | 0     | –              | –              | 33     | 4      |
| 2013/14         | Hull City          | Premier League  | 16         | 3          | 2     | 1     | –              | –              | 18     | 4      |
| 2014/15         | Hull City          | Premier League  | 27         | 0          | 2     | 1     | 3              | 2              | 32     | 3      |
| Club totaal     | Club totaal        | Club totaal     | 75         | 7          | 5     | 2     | 3              | 2              | 83     | 11     |
| 2015/16         | Norwich City       | Premier League  | 36         | 3          | 0     | 0     | –              | –              | 36     | 3      |
| 2016/17         | Norwich City       | Championship    | 23         | 4          | 3     | 0     | –              | –              | 26     | 4      |
| Club totaal     | Club totaal        | Club totaal     | 59         | 7          | 3     | 0     | 0              | 0              | 62     | 7      |
| 2016/17         | Burnley FC         | Premier League  | 14         | 1          | 0     | 0     | –              | –              | 14     | 1      |
| 2017/18         | Burnley FC         | Premier League  | 15         | 1          | 2     | 2     | –              | –              | 17     | 3      |
| Club totaal     | Club totaal        | Club totaal     | 29         | 2          | 2     | 2     | 0              | 0              | 31     | 4      |
| Carrière totaal | Carrière totaal    | Carrière totaal | 202        | 19         | 13    | 4     | 3              | 2              | 218    | 25     |

Bijgewerkt op 28 juni 2016.

## Interlandcarrière
Op 11 september 2012 debuteerde hij op Craven Cottage voor Ierland in de vriendschappelijke wedstrijd tegen Oman. Hij scoorde meteen bij zijn debuut. Ierland won het duel met 4–1. Brady plaatste zich met Ierland in november 2015 voor het Europees kampioenschap voetbal 2016. Hij speelde mee in elf kwalificatiewedstrijden. In de afsluitende groepswedstrijd tegen Italië maakte Brady vijf minuten voor tijd het enige doelpunt, waardoor Ierland zich plaatste voor de achtste finale. In het daaropvolgende duel in de achtste finale tegen Frankrijk scoorde hij na twee minuten vanaf de strafschopstip. Het gastland trok echter alsnog aan het langste eind door twee treffers van Antoine Griezmann na rust.
| Interlands van Robbie Brady voor Ierland | Interlands van Robbie Brady voor Ierland | Interlands van Robbie Brady voor Ierland | Interlands van Robbie Brady voor Ierland | Interlands van Robbie Brady voor Ierland | Interlands van Robbie Brady voor Ierland | Interlands van Robbie Brady voor Ierland |
| №                                        | Datum                                    | Wedstrijd                                | Uitslag                                  | Soort wedstrijd                          | Doelpunten                               |                                          |
| Als speler bij Manchester United         | Als speler bij Manchester United         | Als speler bij Manchester United         | Als speler bij Manchester United         | Als speler bij Manchester United         | Als speler bij Manchester United         | Als speler bij Manchester United         |
| ---------------------------------------- | ---------------------------------------- | ---------------------------------------- | ---------------------------------------- | ---------------------------------------- | ---------------------------------------- | ---------------------------------------- |
| 1.                                       | 11 september 2012                        | Kazachstan – Ierland                     | 1 – 2                                    | Kwalificatie WK 2014                     | 23'                                      |                                          |
| 2.                                       | 12 oktober 2012                          | Ierland – Duitsland                      | 1 – 6                                    | Kwalificatie WK 2014                     |                                          |                                          |
| 3.                                       | 16 oktober 2012                          | Faeröer – Ierland                        | 1 – 4                                    | Kwalificatie WK 2014                     |                                          |                                          |
| 4.                                       | 14 november 2012                         | Ierland – Griekenland                    | 0 – 1                                    | Vriendschappelijk                        |                                          |                                          |
| Als speler bij Hull City                 |                                          |                                          |                                          |                                          |                                          |                                          |
| 5.                                       | 6 februari 2013                          | Ierland – Polen                          | 2 – 0                                    | Vriendschappelijk                        |                                          |                                          |
| 6.                                       | 14 augustus 2013                         | Wales – Ierland                          | 0 – 0                                    | Vriendschappelijk                        |                                          |                                          |
| 7.                                       | 3 september 2014                         | Ierland – Oman                           | 2 – 0                                    | Vriendschappelijk                        |                                          |                                          |
| 8.                                       | 7 september 2014                         | Georgië – Ierland                        | 1 – 2                                    | Kwalificatie EK 2016                     |                                          |                                          |
| 9.                                       | 11 oktober 2014                          | Ierland – Gibraltar                      | 7 – 0                                    | Kwalificatie EK 2016                     |                                          |                                          |
| 10.                                      | 14 november 2014                         | Schotland – Ierland                      | 1 – 0                                    | Kwalificatie EK 2016                     |                                          |                                          |
| 11.                                      | 18 november 2014                         | Ierland – Verenigde Staten               | 4 – 1                                    | Vriendschappelijk                        | 55' 86'                                  |                                          |
| 12.                                      | 29 maart 2015                            | Ierland – Polen                          | 1 – 1                                    | Kwalificatie EK 2016                     |                                          |                                          |
| 13.                                      | 7 juni 2015                              | Ierland – Engeland                       | 0 – 0                                    | Vriendschappelijk                        |                                          |                                          |
| 14.                                      | 13 juni 2015                             | Ierland – Schotland                      | 1 – 1                                    | Kwalificatie EK 2016                     |                                          |                                          |
| Als speler bij Norwich City              |                                          |                                          |                                          |                                          |                                          |                                          |
| 15.                                      | 4 september 2015                         | Gibraltar – Ierland                      | 0 – 4                                    | Kwalificatie EK 2016                     |                                          |                                          |
| 16.                                      | 7 september 2015                         | Ierland – Georgië                        | 1 – 0                                    | Kwalificatie EK 2016                     |                                          |                                          |
| 17.                                      | 8 oktober 2015                           | Ierland – Duitsland                      | 1 – 0                                    | Kwalificatie EK 2016                     |                                          |                                          |
| 18.                                      | 11 oktober 2015                          | Polen – Ierland                          | 2 – 1                                    | Kwalificatie EK 2016                     |                                          |                                          |
| 19.                                      | 13 november 2015                         | Bosnië en Herzegovina – Ierland          | 1 – 1                                    | Kwalificatie EK 2016                     |                                          |                                          |
| 20.                                      | 16 november 2015                         | Ierland – Bosnië en Herzegovina          | 2 – 0                                    | Kwalificatie EK 2016                     |                                          |                                          |
| 21.                                      | 25 maart 2016                            | Ierland – Zwitserland                    | 1 – 0                                    | Vriendschappelijk                        |                                          |                                          |
| 22.                                      | 29 maart 2016                            | Ierland – Slowakije                      | 2 – 2                                    | Vriendschappelijk                        |                                          |                                          |
| 23.                                      | 27 mei 2016                              | Ierland – Nederland                      | 1 – 1                                    | Vriendschappelijk                        |                                          |                                          |
| 24.                                      | 13 juni 2016                             | Ierland – Zweden                         | 1 – 1                                    | EK 2016                                  |                                          |                                          |
| 25.                                      | 18 juni 2016                             | België – Ierland                         | 3 – 0                                    | EK 2016                                  |                                          |                                          |
| 26.                                      | 22 juni 2016                             | Italië – Ierland                         | 0 – 1                                    | EK 2016                                  | 85'                                      |                                          |
| 27.                                      | 26 juni 2016                             | Frankrijk – Ierland                      | 2 – 1                                    | EK 2016                                  | 2' (pen.)                                |                                          |

1 Westwood ·
2 Coleman ·
3 Clark ·
4 O'Shea ·
5 Keogh ·
6 Whelan ·
7 McGeady ·
8 McCarthy ·
9 Long ·
10 Keane ·
11 McClean ·
12 Duffy ·
13 Hendrick ·
14 Walters ·
15 Christie ·
16 Given ·
17 Ward ·
18 Meyler ·
19 Brady ·
20 Hoolahan ·
21 Murphy ·
22 Quinn ·
23 Randolph ·
Coach: O'Neill